# Cannonball Funk'n Friends
| Recensione               | Giudizio |
| ------------------------ | -------- |
| All About Jazz Italy     |          |
| Orkester Journalen       |          |
| Ken Franckling Jazznotes | /        |

Cannonball Funk’n Friends è il settimo album in studio registrato negli Stati Uniti da Roberto Magris per la casa discografica JMood di Kansas City ed è stato pubblicato nel 2013. È un disco jazz, nella formazione del quintetto, con influenze funk, soul, groove, che rivisita in chiave aggiornata alcuni dei brani più noti del repertorio di Julian Cannonball Adderley.

## Tracce
1. Jeannine – 9:45 (Duke Pearson)
2. Blue Daniel – 5:34 (Frank Rosolino)
3. Sticks – 7:17 (Julian Cannonball Adderley)
4. Saudade – 8:22 (Walter Booker)
5. Bohemia After Dark – 5:32 (Oscar Pettiford)
6. Keep Headed in the Right Direction – 8:13 (Roberto Magris)
7. Arriving Soon – 8:12 (Eddie Vinson)
8. Outback Special – 8:37 (Roberto Magris)
9. Audio Liner Notes – 3:48

## Musicisti
- Hermon Mehari – tromba e cornetta
- Jim Mair – sassofono contralto
- Roberto Magris – pianoforte e organo Hammond
- Dominique Sanders – basso elettrico
- Alonzo “Scooter” Powell – batteria